# Bangun Mulia
Bangun Mulia is een bestuurslaag in het regentschap Medan van de provincie Noord-Sumatra, Indonesië. Bangun Mulia telt 2496 inwoners (volkstelling 2010).